# Clifford Aboagye
Clifford Aboagye (Accra, 11 febbraio 1995) è un calciatore ghanese, centrocampista dell'Al-Murooj.

## Caratteristiche tecniche
Trequartista, può giocare anche da seconda punta.

## Carriera

### Club
Ha giocato nella prima divisione messicana ed in quella libica.

### Nazionale
Gioca due Mondiali Under-20 col Ghana, risultando tra i migliori nell'edizione 2013 svoltasi in Turchia, tant'è che la FIFA gli consegna il Pallone di bronzo, equivalente al terzo miglior giocatore del torneo.